# Bog i Hrvati!

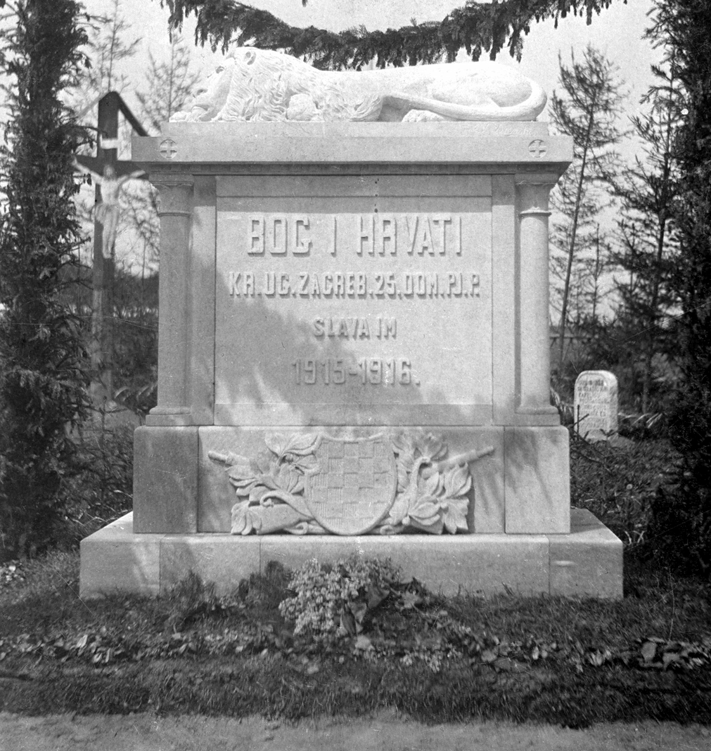
Pomnik poświęcony poległym 25. Pułku Piechoty Honwedu, 1916 rok. Na górze wykute zostało motto „Bog i Hrvati”

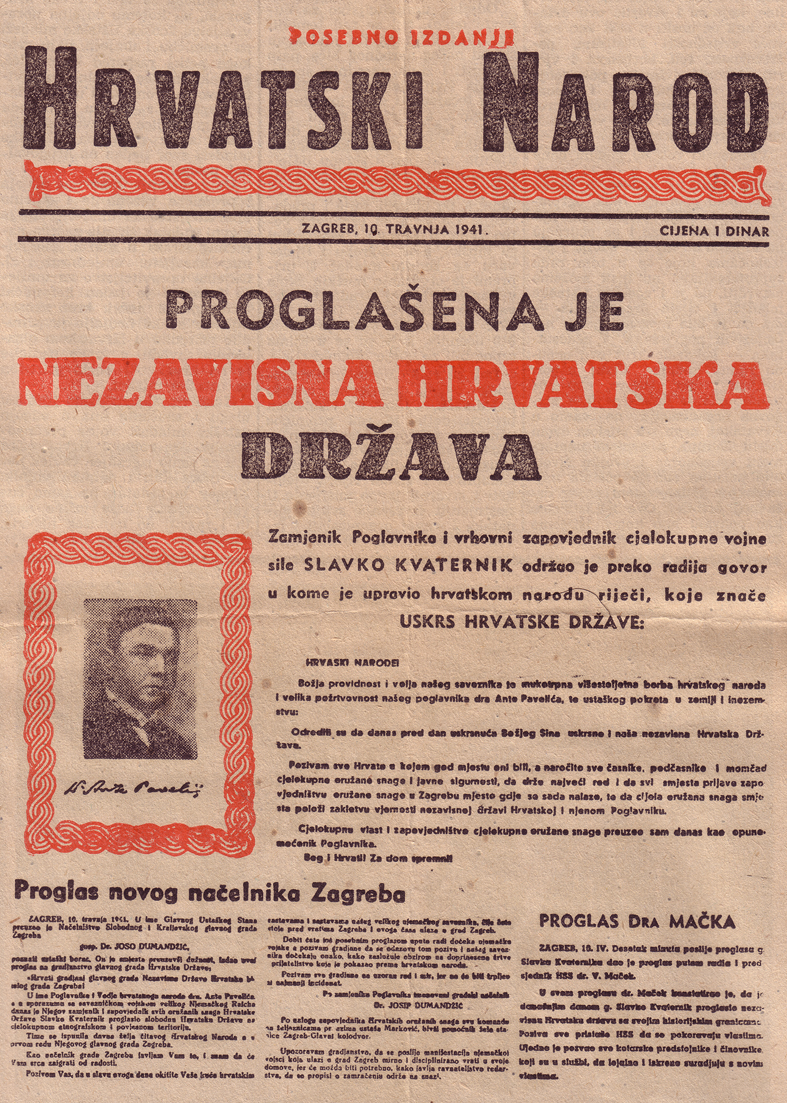
Okładka gazety "Hrvatski narod", zawierająca proklamację niepodległości NDH, zakończoną słowami „Bog i Hrvati! Za dom spremni!”

Bog i Hrvati! (pol. „Bóg i Chorwaci!”) – chorwackie patriotyczne motto, używane przez Partię Prawa Ante Starčevicia. Prawdopodobnie hasło to powstało na bazie „Dio e popolo!” („Bóg i lud!”) Giuseppe Mazziniego, które to z kolei było przekształceniem hasła „Dieu et liberté!” („Bóg i wolność!”) autorstwa Felicité Roberta Lammenaisiego. Bezpośrednio wywodzi się ono z przemówienia Starčevicia do chorwackiego parlamentu z dnia 26 czerwca 1861 roku, kiedy to oznajmił, że przyszłość Chorwatów nie powinna być wybierana w Austrii, ale przez Boga i Chorwatów.
W czasie drugiej wojny światowej motto „Bog i Hrvati” używane było naprzemiennie z „Za dom spremni” przez Ustaszy.
Motto to znajdowało się też na orderze Korony Króla Zwonimira.

## W kulturze
- „Bog i Hrvati” został nazwany dokument z 1993 roku, opowiadający o zbrodniach Ustaszy z czasów II wojny światowej[4].